# Lee Norris
Michael Lee Norris (Greenville, 25 de setembro de 1981) é um ator americano de cinema e de televisão. Ficou conhecido por atuar no sitcom da ABC Boy Meets World e seu spin-off Girl Meets World, bem como por Marvin "Mouth" McFadden em One Tree Hill.

## Bioografia
Lee nasceu em Greenville, Carolina do Norte frequentando Universidade Wake Forest, em Winston-Salem, Carolina do Norte, graduando em 2004.Ele vai reprisar seu papel Stuart Minkus no novo sitcom Disney Channel Girl Meets World como papel recorrente

## Filmografia
- O Torkelsons (1991) (série de TV)
- The Young Indiana Jones Chronicles (1992) (série de TV) (episódio Transilvânia, Janeiro de 1918 em 1993)
- Boy Meets World (1993) (série de TV) (1993-1994, mais um episódio em 1998)
- American Gothic (apareceu em um episódio em 1995)
- The Journey of August King (1995)
- A Mother´s Instinct (1996) (filme)
- Um passo em direção à Tomorrow (1996), com Christopher Reeve em seu primeiro papel pós-acidente.
- Any Place, but Home (1997) (filme)
- Hope (1997) (filme), dirigido por Goldie Hawn.
- Dawson's Creek (1998) (Série de TV) (apareceu em dois episódios em 2000)(Season 3 Episodio 11)
- One Tree Hill (2003-presente) (Série TV)
- October Road (2007) (Série de TV) (apareceu no episódio-piloto em 2007)
- Zodiac (2007) (filme)
- Girl Meets World (Série de TV) (Recorrente)